# Palermo Milano - Solo andata
Palermo Milano – Solo andata ofwel Palermo-Milaan Enkele reis is een Italiaanse film uit 1995, geregisseerd door Claudio Fragasso. Het behandelt het reisverhaal van 24 h om de spijtoptant van de Siciliaanse maffia Leofonte onder politie-escorte over te brengen van Palermo naar Milaan, waar Leofonte moet getuigen op een proces. De maffia stuurt meerdere doodseskaders om dat te verhinderen.

## Verhaal
Turi Arcangelo Leofonte is een boekhouder in Palermo, Sicilië. Niemand verdenkt hem ervan voor de maffia te werken, en dan nog als topfinancier. De pentito of spijtoptant Marinnà duidt Leofonte aan als de financiële topfiguur. Advocaten van pentiti en de echtgenote van Leofonte worden vermoord, alsook maffialeden in de gevangenis van Palermo tijdens een massale gevangenisopstand. Een rechter in Palermo besluit Leofonte met de overlevende gezinsleden naar Milaan te sturen. Het proces tegen de maffia gaat er 's anderendaags van start. De jonge politiechef Nino Di Venanzio wordt het hoofd van de politie-escorte in burger. Sommigen van de escorte zijn jong en onervaren, zoals Di Venanzio zelf, en worden beschouwd als ‘opgeofferd’.
De maffia is op het traject Palermo-Milaan alomtegenwoordig. Het gezelschap reist per vliegtuig, auto, trein en autocar. Meerdere keren slaagt de maffia erin politieleden te doden alsook Leofonte’s dochter; een andere dochter van Leofonte overleeft. Zij en haar vader komen tot een nieuwe verstandhouding want het maffialeven van haar vader was haar onbekend.
Wanneer het uitgedunde gezelschap aankomt in Milaan, vervoegen honderden geüniformeerde politiemannen zich bij hen. Door de carnavalstoet in Milaan is immers ook de laatste kilometer naar het justitiepaleis gevaarlijk.

## Première
Op het 52e Internationale Filmfestival van Venetië ging de film in première (1995). 
De subtitel op de affiche Quando la paura fa diventare uomini wijst erop dat de jonge onervaren politiejongens door de permanente angst die er heerst onderweg, mannen worden.

## Vervolgfilm
Er bestaat een vervolgfilm: Milano Palermo – Il ritorno (2007) met dezelfde hoofdpersonages en hoofdacteurs. Deze film volgde elf jaar later op de eerste en verfilmt het omgekeerde traject wanneer Leofonte vrijkomt uit de gevangenis van Milaan. Zowel maffia als politie zitten achter Leofonte aan omwille van zijn fortuin op een Zwitserse bankrekening.